# Battaglia del Jarama
La battaglia del Jarama (6 febbraio-27 febbraio 1937) fu una battaglia della guerra civile spagnola. Si svolse sul fiume Jarama, nei dintorni di Madrid. Fu combattuta tra le forze della seconda repubblica spagnola e le Brigate internazionali da una parte, e la legione straniera spagnola, affiancata dai marocchini dell'Esercito spagnolo dell'Africa comandati da Francisco Franco dall'altra. La battaglia si concluse con l'attraversamento del fiume da parte delle forze di Franco.

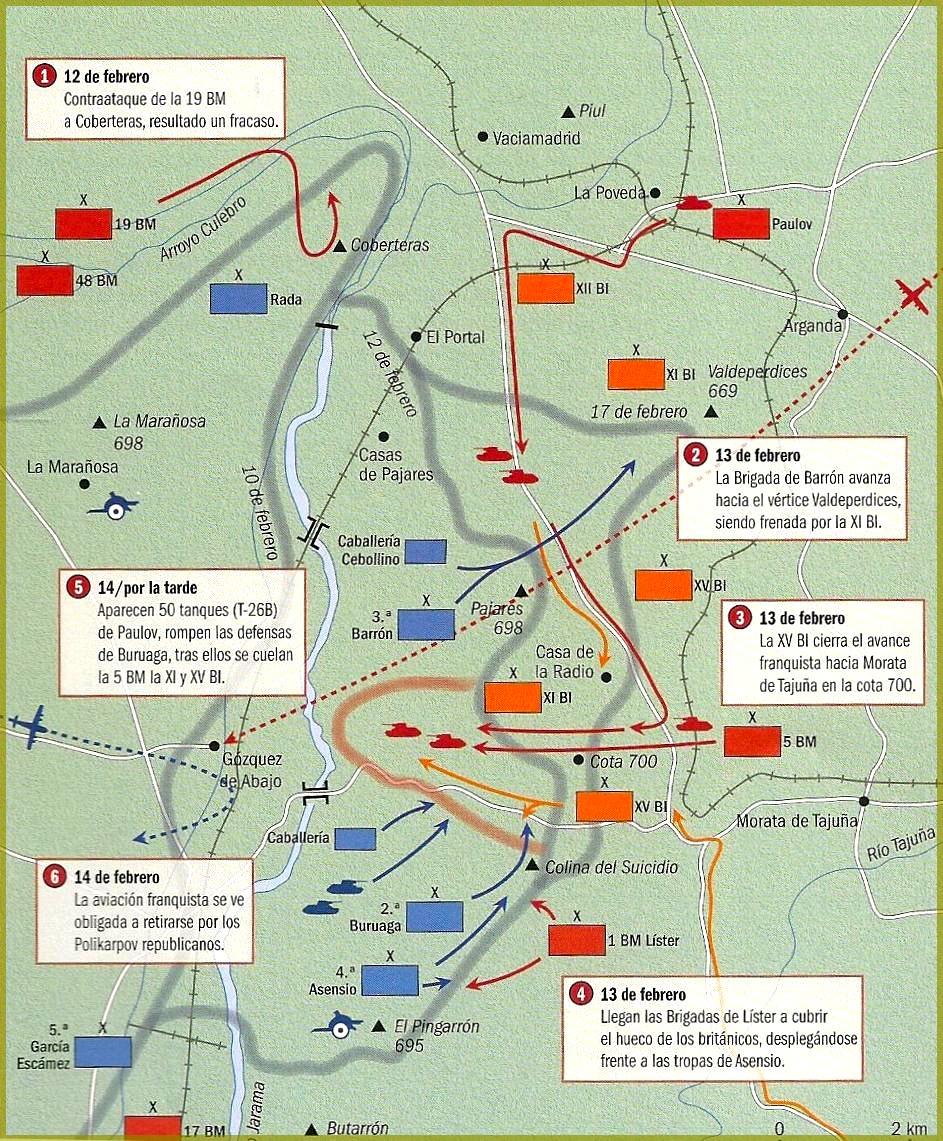
Le varie fasi della battaglia terrestre ed aerea. In rosso ed arancio i repubblicani, in blu i franchisti.

## Antefatto
Nel mese di novembre 1936 le forze nazionaliste, comandate da Francisco Franco, avevano fallito il tentativo di prendere la città di Madrid con un assalto diretto; i comandanti franchisti avevano dunque deciso di accerchiare la città, isolandola completamente dalle circostanti regioni spagnole in mano alle forze repubblicane. Con tale intenzione nell'inverno 1937 il contingente nazionalista tentò l'attraversamento del fiume Jarama in direzione sud-est, in modo da tagliare le comunicazioni con la città di Valencia.
In quel periodo il fronte madrileno era comandato, per l'esercito nazionalista, dal Generale Emilio Mola, il quale decise di tentare l'attraversamento del fiume 11 km a sud della capitale, affidando il comando sul campo al Generale Enrique Varela. Il piano prevedeva inizialmente un attacco combinato delle forze nazionaliste e del contingente italiano di stanza a Guadalajara; tuttavia tale contingente, posto sotto il comando di Mario Roatta, non venne schierato in tempo per l'operazione, cosicché Emilio Mola decise di portare avanti l'attacco senza il supporto degli alleati italiani.
Le forze nazionaliste impegnate nell'operazione erano formate da circa 25 000 soldati di fanteria, appartenenti principalmente ai Regulares e alla Legione Spagnola, oltre a dieci squadroni di cavalleria. A fianco degli alleati spagnoli erano inoltre schierate truppe tedesche appartenenti alla Legione Condor,  tra cui un'unità di carri armati comandata da Wilhelm Ritter von Thoma e alcune batterie di cannoni da 155 mm e 88 mm.
L'obiettivo preliminare delle forze nazionaliste consisteva nel conquistare la sponda ovest del fiume, occupando le circostanti alture che lo controllano. Successivamente avrebbero dovuto fare breccia nelle posizioni repubblicane sull'altopiano presente ad est, occupando le cittadine di Vaciamadrid e Arganda e, conseguentemente, tagliando la linea di comunicazione fra le città di Madrid e Valencia.

## I primi giorni di combattimento
I combattimenti iniziarono il 6 febbraio, con un attacco a sorpresa da parte delle forze nazionaliste, che riuscirono a cogliere impreparate le posizioni difensive repubblicane. Il fianco destro (vale a dire quello più a sud) dello schieramento nazionalista era capeggiato dal Generale Escámez e quello sinistro dal Generale Rada; il centro era invece comandato dal Generale Asensio. Nell'arco della giornata Escámez riuscì a sfondare le linee difensive fino a Ciempozuelos, pur subendo numerose perdite; nel frattempo Rada prese la sommità della collina chiamata La Marañosa, che dai suoi 700 metri di altezza permette di controllare entrambe le sponde dello Jarama. L'8 febbraio l'intera sponda ovest dello Jarama era nelle mani delle forze nazionaliste, mentre il contingente repubblicano si riorganizzava sulla sponda opposta.
L'11 febbraio un piccolo gruppo di regulares marocchini riuscì ad attraversare il fiume senza essere individuato dalle forze avversarie ed avanzò fino a raggiungere le posizioni difensive organizzate dalla XIV Brigata Internazionale attorno al ponte ferroviario di Vaciamadrid. Una volta stabilita questa testa di ponte, i regulares vennero raggiunti da una colonna di cavalleria comandata dal Generale Barrón Ortiz, che iniziò ad incalzare la XIV Brigata Internazionale proprio mentre questa si stava ritirando. I repubblicani in ritirata fecero detonare le cariche esplosive che avevano piazzato i giorni precedenti sul ponte ferroviario, ma nonostante ciò quest'ultimo rimase in piedi, permettendo al contingente franchista di attraversare lo Jarama in forze. Dopo un lungo scontro le truppe nazionaliste riuscirono ad avere la meglio anche dei nidi di mitragliatrici posizionati dai repubblicani attorno al centro abitato di San Martín de la Vega, consolidando così una volta per tutte la testa di ponte sulla sponda est del fiume.
Ad ogni modo i repubblicani restavano ancora saldamente posizionati lungo la linea delle alture Pingarrón, potendo così bombardare incessantemente la testa di ponte avversaria con i propri pezzi di artiglieria; una difesa particolarmente decisa venne offerta dalla Brigata Garibaldi, che si era posizionata vicino al ponte ferroviario di Arganda. Proprio da Arganda prese le mosse il primo contrattacco, che venne portato dalle forze repubblicane con il supporto di uno squadrone di carri armati sovietici T-26: il contrattacco non ebbe successo a causa del forte sbarramento di artiglieria delle divisioni franchiste, ma almeno servì a bloccare un'ulteriore avanzata delle truppe nazionaliste.

## La collina del suicidio
Durante l'avanzata dell'armata nazionalista la XI Brigata Internazionale (composta principalmente da volontari provenienti da: Gran Bretagna, Francia, Belgio, Irlanda e Balcani), che era impegnata nella difesa di una posizione elevata soprannominata dai volontari stessi Suicide Hill (la collina del suicidio), rimase pressoché priva di munizioni, a causa di un errore di rifornimento: le munizioni equipaggiate dai volontari repubblicani non erano compatibili con le armi in loro dotazione.
Il completo massacro della XI Brigata Internazionale fu evitato grazie all'arrivo dei rinforzi, comandati dal generale Líster; ciò nonostante nello scontro che seguì persero la vita 375 dei circa 600 uomini inquadrati nella Brigata Internazionale, tra i quali il poeta inglese Christopher Caudwell e quasi tutti gli ufficiali. A questo punto, anche a causa di una manovra di accerchiamento che aveva consentito ai nazionalisti di annichilire il gruppo di mitragliatrici in forze presso la Brigata, i repubblicani iniziarono a ritirarsi disordinatamente verso le alture circostanti.
A questo punto pare - circostanza mai realmente provata con certezza da nessuna fonte - che i volontari della XI Brigata Internazionale vennero riorganizzati da un misterioso Colonnello Gal che riportò alla ragione gli ufficiali superstiti e condusse i repubblicani alla riconquista della collina del suicidio. Dal canto loro i nazionalisti permisero ai repubblicani in avanzata di riprendere l'altura senza combattere, forse scambiando i volontari internazionali per le proprie truppe mandate in avanscoperta. Nel corso della notte del 14 febbraio i repubblicani vennero raggiunti e riforniti da truppe di rinforzo spagnole.
La linea di difesa organizzata dai repubblicani sulla collina del suicidio venne spezzata dai nazionalisti il giorno successivo, grazie al costante supporto delle batterie di artiglieria posizionate sulla collina di La Marañosa. L'avanzata delle forze franchiste proseguì fin quasi a raggiungere la città di Arganda, ma il Generale Varela ordinò alle proprie truppe di fermarsi, per paura che spingendosi troppo oltre gli attaccanti avrebbero potuto rimanere isolati dal resto del contingente franchista.

## Il contrattacco repubblicano

Nei sanguinosi contrattacchi effettuati dalle forze repubblicane furono coinvolti anche i volontari statunitensi della Abraham Lincoln Brigade, che subirono 120 caduti e 175 feriti su 450 effettivi totali

Il 14 febbraio le forze repubblicane contrattaccarono duramente, con un'ondata di carri armati T-26 supportati da fanteria, artiglieria ed aeronautica. Ancora una volta il contrattacco non permise ai repubblicani di riguadagnare il terreno perso nei giorni precedenti, ma impedì un'ulteriore avanzata delle truppe avversarie. Lo scontro fu molto sanguinoso e causò talmente tante perdite nelle file nazionaliste da far sì che i franchisti abbiano successivamente fatto riferimento al 14 febbraio come "el día triste del Jarama", facendo esplicito riferimento a La Noche Triste di Hernán Cortés.
Il 17 febbraio il generale Miaja prese il comando dell'intero contingente repubblicano (fino a questo momento, infatti, il comando era diviso tra il generale Pozas e lo stesso Miaja) e decise di effettuare un ulteriore contrattacco, ancora più deciso del precedente. Le truppe sotto il comando di Líster vennero inviate in un assalto frontale contro le posizioni nemiche, solo per essere ricacciate indietro dopo poco, con oltre il 50% degli uomini lasciati sul campo. Un ulteriore attacco, sanguinoso ed inutile, venne lanciato dalle truppe repubblicane sotto il comando di Juan Modesto verso le posizioni difensive più settentrionali dello schieramento franchista, lungo la direttrice del fiume Manzanarre: anche qui i repubblicani subirono pesanti perdite, ma perlomeno riuscirono ad allontanare i nazionalisti dalla città di Vaciamadrid.

## Stabilizzazione del fronte
Verso la fine del mese di febbraio entrambi gli schieramenti avevano consolidato le proprie posizioni, al punto che nessuna delle due parti era più in grado di portare efficaci attacchi contro il nemico. Tanto i nazionalisti quanto i repubblicani avevano subito ingenti perdite (tra i 6 000 e i 25 000 per ciascuna parte, a seconda delle diverse stime effettuate) e le truppe rimanenti erano stremate dai lunghi giorni di battaglia.
Le forze franchiste, nonostante fossero riuscite ad attraversare lo Jarama, avevano fallito il tentativo di strappare completamente la linea Madrid-Valencia dalle mani dei repubblicani: la conseguenza fu la perdita d'interesse strategico dell'intera area, lungo la quale il fronte venne trincerato da entrambe le parti e non fu più oggetto di scontri di grande importanza.